# Diccionario General de Derecho Canónico
El Diccionario General de Derecho Canónico (DGDC) es una enciclopedia que, a través de un elenco de más de 2.000 voces, expone los contenidos propios de la ciencia del derecho canónico; su edición ocupa más de 7.000 páginas, distribuidas entre siete tomos. El Diccionario estudia el derecho canónico, atendiendo tanto al derecho latino como al oriental. Promovido por el Instituto Martín de Azpilicueta de la Universidad de Navarra, la obra ha sido coordinada por los profesores Javier Otaduy, Antonio Viana y Joaquín Sedano, y en la redacción de las distintas voces han participado 583 autores de 33 países.

## Preparación del Diccionario
El año 2005 el Instituto Martín de Azpilicueta dio por terminada la primera fase de la preparación del Diccionario General de Drecho Canónico que se proponía elaborar. Ese año imprimió un volumen de 140 páginas en el que en español, italiano, inglés, alemán y francés proporcionaba a los colaboradores una guía para la elaboración de las voces que preveía incluir.
En esta fase de preparación había contactado con más de 900 posibles colaboradores a los que, en octubre de 2005, se les invitó formalmente a colaborar, se les envío la Guía para los colaboradores que había preparado, se les comunicaba el elenco de voces previstas, las características que debían seguir los textos para su publicación en el Diccionario, y, las voces para las que se pedía, a cada uno, su colaboración, y 
Finalmente, colaboraron en la redacción de las voces 583 autores, profesores e investigadores en las distintas ramas del derecho canónico en 33 países. Una vez recibidas los textos fueron revisados y, cuando era necesario, traducidos al español.

## Carácter general del Diccionario.
El Diccionario busca reflejar todas las cuestiones de interés para la canonística; en consecuencia, contempla tanto el derecho latino como el oriental; el derecho vigente y el ius vetus; la dogmática jurídica y la historia, presenta las fuentes y las instituciones jurídicas, el derecho positivo, y la teoría del derecho, Incorpora también las nociones del derecho natural de las que no puede prescindir el derecho canónico. Por su contenido se dirige tanto al mundo académico como a los profesionales de la curia administrativa y judicial canónica, y a los intersados por }}cuestiones jurídicas y eclesiales. En los siete volúmenes en que se presenta el Diccionario se recoge un total de 2118 voces, a las que se añaden 291 de mera remisión a la voz que trata en extenso esa materia.

## Ediciones
La primera edición por Aranzadi, 2012<{{URL|ref>«Diccionario general de derecho canonico (2012) | WorldCat.org». Consultado el 2 de marzo de 2024.</ref>, fue presentado el 7 de noviembre de 2013 en el Tribunal de la Rota, con la presencia de Mons. Reno Fratini, nuncio de Su Santidad,
Agotada la primera edición, el año 2020, se ha publicado unaSegunda edición por Ediciones Universidad de Navarra, SA, 2020